# Скляров, Иван Петрович
Ива́н Петро́вич Скля́ров (22 июня 1948, с. Евстратовка, Воронежская область — 26 февраля 2007, Нижний Новгород) — глава администрации (мэр) Нижнего Новгорода в 1994—1997, губернатор Нижегородской области в 1997—2001.

## Образование
В 1967 г. окончил Арзамасский приборостроительный техникум, а в 1973 г. арзамасский филиал Московского авиационного института (ныне — Арзамасский политехнический институт — филиал НГТУ) по специальности инженер-электромеханик. С 1967 до 1973 г. работал слесарем, техником-конструктором, техником на Арзамасском приборостроительном заводе.
В 1973—1974 гг. служил в Советской Армии.

## Политическая карьера
- В 1970 г. вступил в КПСС[1].
- С 1974 по 1977 г. был секретарем заводского комитета комсомола Арзамасского приборостроительного завода[1][3].
- В 1980 г. избран заместителем секретаря парткома приборостроительного завода[1].
- С 1981 г. — заведующий отделом Арзамасского горкома КПСС[1].
- С 1982 г. — секретарь Арзамасского горкома КПСС[1].
- 1985—1989 — председатель исполкома Арзамасского городского Совета народных депутатов[1][4].
- 1989—1991 — первый секретарь Арзамасского горкома КПСС[1][4].
- март 1990 — октябрь 1993 — народный депутат РСФСР[1][3] от территориального округа № 358 Горьковской (Нижегородской) области[5].
- 1991—1994 — вице-губернатор Нижегородской области[1][4].
- 29 апреля 1994 — декабрь 1995 — глава администрации Нижнего Новгорода[1][6] (назначен Борисом Ельциным[7]).
- декабрь 1995 — июль 1997 — мэр Нижнего Новгорода[1][6] (первый всенародно избранный глава города[6]).
- 22 июля 1997 — 8 августа 2001 — губернатор Нижегородской области[8][9]. Как губернатор входил в Совет Федерации, с февраля 1998 был Председателем Комитета по делам Федерации, Федеративному договору и региональной политике[10]. 29 июля 2001 года на выборах губернатора проиграл во втором туре[3].
- 2005—2007 — депутат Законодательного собрания Нижегородской области.

Член совета директоров АО "Горьковский автомобильный завод" (ГАЗ).

## Деятельность на посту губернатора
Скляров стремился к максимальному участию в управлении экономикой области. Наиболее заметным был проект создания на базе Кстовского НПЗ региональной нефтеперерабатывающей компании по образцу «Московской нефтегазовой компании».
Первое время на политику Склярова оказывал большое влияние Сергей Кириенко, а после его отставки с поста премьер-министра России в регионе стало нарастать влияние крупного бизнеса. В 2000 году Кстовский НПЗ (НОРСИ) перешёл под контроль «Лукойла», ведущие нефтехимические предприятия области вошли в «Сибур», а Горьковский автозавод перешёл под управление группы «Русский алюминий» Олега Дерипаски.
В 1998 году к предстоящему 200-летнему юбилею А. С. Пушкина Скляров обращался к Русской православной церкви с предложением причислить поэта к лику святых, на что председатель синодальной комиссии по прославлению святых митрополит Ювеналий (Поярков) ответил: «Политик, называющий себя православным, должен знать, что вносить предложения о канонизации — прерогатива только священнослужителей». Скляров был известен также другими инициативами (например, собирался подать заявку на проведение в Нижнем Новгороде Олимпийских игр или подарить президенту Татарстана икону Казанской Божьей матери — символ победы над татарами) и бессодержательными или грамматически неправильными высказываниями, считался «не блещущим образованием».
Несмотря на оживление в экономике, состояние социальной сферы области и уровень жизни нижегородцев оставляли желать лучшего, и в регионе усилились протестные настроения. В результате на губернаторских выборах 2001 года при низкой явке избирателей Иван Скляров проиграл бывшему первому секретарю обкома КПСС Геннадию Ходыреву.

## После отставки
После ухода с поста губернатора Иван Скляров стал заместителем генерального директора ОАО «Нижегородсвязьинформ» (с 2002 года — ОАО «Волгателеком»).
В 2005 году он был избран депутатом Законодательного собрания области, возглавлял комитет по вопросам государственной власти и местного самоуправления.
Скляров скончался после тяжёлой болезни 26 февраля 2007 года. Похоронен на Бугровском кладбище Нижнего Новгорода.

## Награды
- Орден Мужества (1995) за ликвидацию последствий взрыва в г. Арзамасе[3][4]
- Почётный гражданин города Арзамаса (1997)[4]
- Почётный гражданин Нижнего Новгорода (2003)[4]
- Медаль "За трудовую доблесть"[1]

## Семья
Был женат. Жена — Мария Владимировна, дочь Оксана.